# توماس غيلوفيتش
بروفسور علم النفس توماس داشيف غيلوفيتش (من مواليد 16 يناير عام 1954)، وهو أستاذ إيرين بليكر روزنفيلد في جامعة كورنيل. أجرى العديد من الأبحاث في علم النفس الاجتماعي، واتخاذ القرار والاقتصاد السلوكي، بل وكتب كتبًا مشهورة حول هذه الموضوعات.
تعاون توماس داشيف غيلوفيتش مع دانييل كانمان، وريتشارد يوجين نيسبيت، ولي روس، وعاموس تفيرسكي، وقد استُشهد بمقالاته على نطاق واسع في المجلات التي استعرضها النظراء حول مواضيع مختلفة مثل الانحيازات المعرفية. بالإضافة إلى ذلك، استُشهد بأقوال غيلوفيتش في وسائل الإعلام، وخاصةً في المواضيع التي تتعلق بتأثير المشتريات على السعادة، وتقدير الحكم في المواقف الاجتماعية. كان غيلوفيتش عضوًا في لجنة التحقق من الشك.

## نبذة تاريخية مبكرة والتعليم
حصل غيلوفيتش على شهادة بكالوريوس في الآداب من جامعة كاليفورنيا (سانتا باربرا)، وتوجه بعدها إلى جامعة ستانفورد، ليحقق رغبته الأساسية في أن يكون محاميًا. قرر غيلوفيتش أنه يريد المضي في مجال علم النفس، بعد أن أخذ دروسًا في مجال علم النفس، وسمع عاموس تفيرسكي ودانييل كانمان يلقيان محاضرة حول الحكم وصنع القرار هناك، بل وذهب ليحصل على الدكتوراه في مجال علم النفس من جامعة ستانفورد عام 1981.

## البحث في علم النفس الاجتماعي والمعرفي
اشتهر غيلوفيتش بأبحاثه التي نشرها حول إرشاديات الحكم واتخاذ القرار والانحياز في مجال علم النفس الاجتماعي، وقد وصف بحثه بأنه يتعامل مع «كيفية تقييم الأشخاص للأدلة الخاصة بتجاربهم اليومية، وإصدارهم الأحكام وتشكيل المعتقدات واتخاذ قرارات معينة بشأن مسارات العمل، وإساءة تقدير هذه الأدلة أحيانًا، واتخاذ قرارات خاطئة وتشكيل معتقدات مشكوك فيها، بل ويشرعون في مسارات عمل غير مثمرة».
يمتلك غيلوفيتش وفق مؤشر إتش 72 ورقةً أكاديمية وفقًا لجوجل سكولار، والذي يُعتبر رقمًا استثنائيًا. بالإضافة إلى ذلك، فقد كتب كتابين مدرسيين، كتاب إرشاديات الحكم واتخاذ القرار والانحياز: سيكولوجية الحكم الحدسي (الذي كتبه مع دالي جريفين ودانييل كانمان)، وكتاب علم النفس الاجتماعي (الذي كتبه مع سيرينا تشن وداشر كيلتنر وروبرت نيسبيت)، اللذان يُستعملان بمثابة كتب مدرسية في الدورات الأكاديمية في علم النفس وعلم النفس الاجتماعي في جميع أنحاء الولايات المتحدة الأمريكية. عندما سئل غيلوفيتش عن الفوائد في مقابلة، أجاب ملخصًا بحثه: «أظن أن هذا الحقل لديه قدر هائل من الفوائد لتقديمها، لأننا نتخذ قرارات تبعية في كل وقت، وهي ليست سهلة دائمًا، نحن لا نتخذ قراراتنا دائمًا بشكل جيد». وأسرد قائلًا إن برنامجه البحثي يدور حول محاولة معرفة كيفية عمل العقل حتى «نفهم سبب سهولة اتخاذ بعض القرارات؛ وميلنا إلى القيام ببعض الأمور بشكل جيد للغاية، ولماذا تكون بعض القرارات صعبة؛ فنميل إلى تنفيذها بشكل سيء». كما أوضح أنه يأمل مع زملائه «تقديم الكثير من المعلومات لمساعدتنا على فهم تلك القرارات الصعبة، ومنح الناس الأدوات حتى يتمكنوا من اتخاذ قرارات أفضل من أجل التقليل من سيرهم في مسارات أقل دونًا، لا تخدمهم جيدًا».
كثف غيلوفيتش بحثه الأكاديمي حول الحكم وصنع القرار في كتاب ذو شعبية كبيرة، كيف نعرف ما هو غير ذلك. وصف كارل ساغان في مجلة «سكيبتيكال إنكوايرر» بأنه «الكتاب الأكثر تنويرًا» يوضح «كيف يخطئ الناس بشكل ممنهج في فهم الأرقام، وفي رفض الأدلة غير السارة، وفي التأثر بآراء الآخرين. نحن جيدون في بعض الأشياء، لكن ليس في كل شيء. تكمن الحكمة في فهم حدودنا». كتب جورج جونسون في مراجعة كتاب لصحيفة نيويورك تايمز: «بمرور الوقت، تمنح القدرة على استنتاج قواعد حول الطريقة التي يعمل بها العالم من الأدلة الباهتة ميزة البقاء على قيد الحياة، حتى لو كانت معظم الدروس خاطئة -من وجهة نظر التطور- من الأفضل أن نعمل بمبدأ [درهم وقاية خير من قنطار علاج]». لخص غيلوفيتش في إحدى المقابلات أطروحة كيف نعرف ما ليس كذلك، «ظننا أننا نملك بالفعل أدلة على الأشياء، و[أن] العالم يخبرنا بشيء، لكنه في الواقع يخبرنا بشيء أكثر تعقيدًا، وكيف يمكننا أن نسيء قراءة أدلة تجربتنا اليومية، وأن نكون مقتنعين بأن هناك شيء صحيح عندما لا يكون الأمر كذلك». واسترسل في شرح بعض المعتقدات الخاطئة التي يناقشها كتابه، بما في ذلك نحس الطلبة في السنة الجامعية الثانية، وفكرة أن أشياء مثل الكوارث الطبيعية تأتي بشكل ثلاثي، والاعتقاد بأن الخطوط التي نكون فيها تتباطأ ولكن الخطوط التي نتركها تتسارع. في نفس المقابلة، وصف الانحياز التأكيدي بأنه «الأم الروحية لكل التحيزات».

## مساهمات ملحوظة في الانحيازات والبحث الاستدلالي
قدم غيلوفيتش -من خلال أعماله المنشورة حول الانحيازات والاستدلال- مساهمات ملحوظة في هذا المجال من خلال المفاهيم التالية:

### تأثير اليد الساخنة
امتلك بحث غيلوفيتش حول تأثير «اليد الساخنة» المزعوم، أو الاعتقاد بأن النجاح في مسعى معين -عادةً الرياضة- من المحتمل أن يتبعه المزيد من النجاح، أثرًا خاصًا. أصبحت الورقة التي كتبها مع عاموس تفرسكي في عام 1985 المعيار في هذا الموضوع لعدة سنوات. نوقشت مؤخرًا بعض الأبحاث التي عُرضت في ورقة نُشرت في عام 1985، مع تصريح أحد المقالات الصحفية بوقوع غيلوفيتش وزملاؤه أنفسهم ضحيةً للتحيز المعرفي في تفسير البيانات المأخوذة من الدراسة الأصلية. على وجه التحديد، في حالة عشوائية تمامًا، سيكون احتمال أن يتلو هدفًا ما هدفًا آخرًا في وقت ما أقل بـ 50 في المائة، ولكن إذا تتالى هدفان بنسبة 50 في المائة في وقت ما، فسيكون ذلك دليلًا على ظاهرة اليد الساخنة. ردّ غيلوفيتش قائلًا: «كلما كانت عينة البيانات أكبر بالنسبة للاعب المعين، كلما كانت المشكلة أقل... لأن عيناتنا كانت كبيرة إلى حد ما، لا أعتقد أن هذا يغير الاستنتاجات الأصلية حول اليد الساخنة». ناقش ستيفن نوفيلا الجدل الدائر في منشور في إحدى المدونات، وذكر أنه يعتقد أن وجهة نظر غيلوفيتش حول تأثير اليد الساخنة ماتزال قائمة بشكل أساسي.

### تأثير بقعة الضوء
تأثير بقعة الضوء، هو الظاهرة التي يميل فيها الناس إلى الاعتقاد بأنهم قد لاحظوا أكثر مما لاحظوه بالفعل، وهو مصطلح صاغه غيلوفيتش. أوضح غيلوفيتش في مقال كتبه مع طالبين من طلاب الدراسات العليا في عام 1999، أنه «نظرًا إلى أننا نركز بشكل كبير على سلوكنا، فقد يكون من الصعب التوصل إلى تقييم دقيق لشدة -أو قلة- ملاحظة الآخرين لسلوكنا. في الواقع، يكشف الفحص الدقيق عن وجود تباينات متكررة بين الطريقة التي ننظر بها إلى أدائنا (واعتقادنا بأن الآخرين سيشاهدونه) والطريقة التي يراها الآخرون بالفعل». بالنسبة إلى الصحيفة، أجرى غيلوفيتش وزملاؤه تجربة على طلاب الجامعة. إذ طلبوا منهم ارتداء قميص باري مانيلو والدخول إلى غرفة مليئة بالغرباء المواجهين للباب. توقع الباحثون أن الطلاب سوف يفترضون أن الناس الذين سوف يلاحظون قميصهم أكثر مما هو حقيقي. كانت النتائج كما هو متوقع، حيث اعتقد المشاركون أن نحو نصف الغرباء سيتعرفون على قميص باري مانيلو، في حين كان العدد في الواقع أقرب إلى 20 في المئة.